# ULN2003A

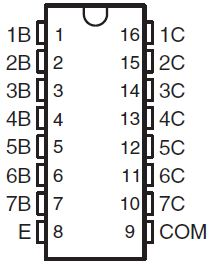
Distribución de pines del ULN2003A

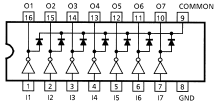
Diagrama simplificado de la distribución lógica de pines del ULN2003A

El ULN2003A es un circuito integrado compuesto por un módulo de siete transistores Darlington NPN con capacidad para manejar hasta 500 mA, y una salida de 50 V. Sus salidas cuentan con diodos flyback de cátodo común para controlar cargas inductivas (como servomotores). El ULN2003A se distribuye en diferentes tipos de empaquetado PDIP, SOIC, SOP o TSSOP. El fabricante y diseñador original es Texas Instruments, aunque en la actualidad es producido por múltiples empresas tales como STMicroelectronics, ON Semiconductors, Unisonic Technologies, entre otras.
El ULN2003A  comparte características con los modelos ULN2001A (4 entradas) y a los modelos ULN2801A, ULN2802A, ULN2803A, ULN2804A y ULN2805A, diferenciándose en los niveles de entrada lógica que soporta ( TTL, CMOS o PMOS ) y en el número de entradas/salidas (4/7/8).

## Características

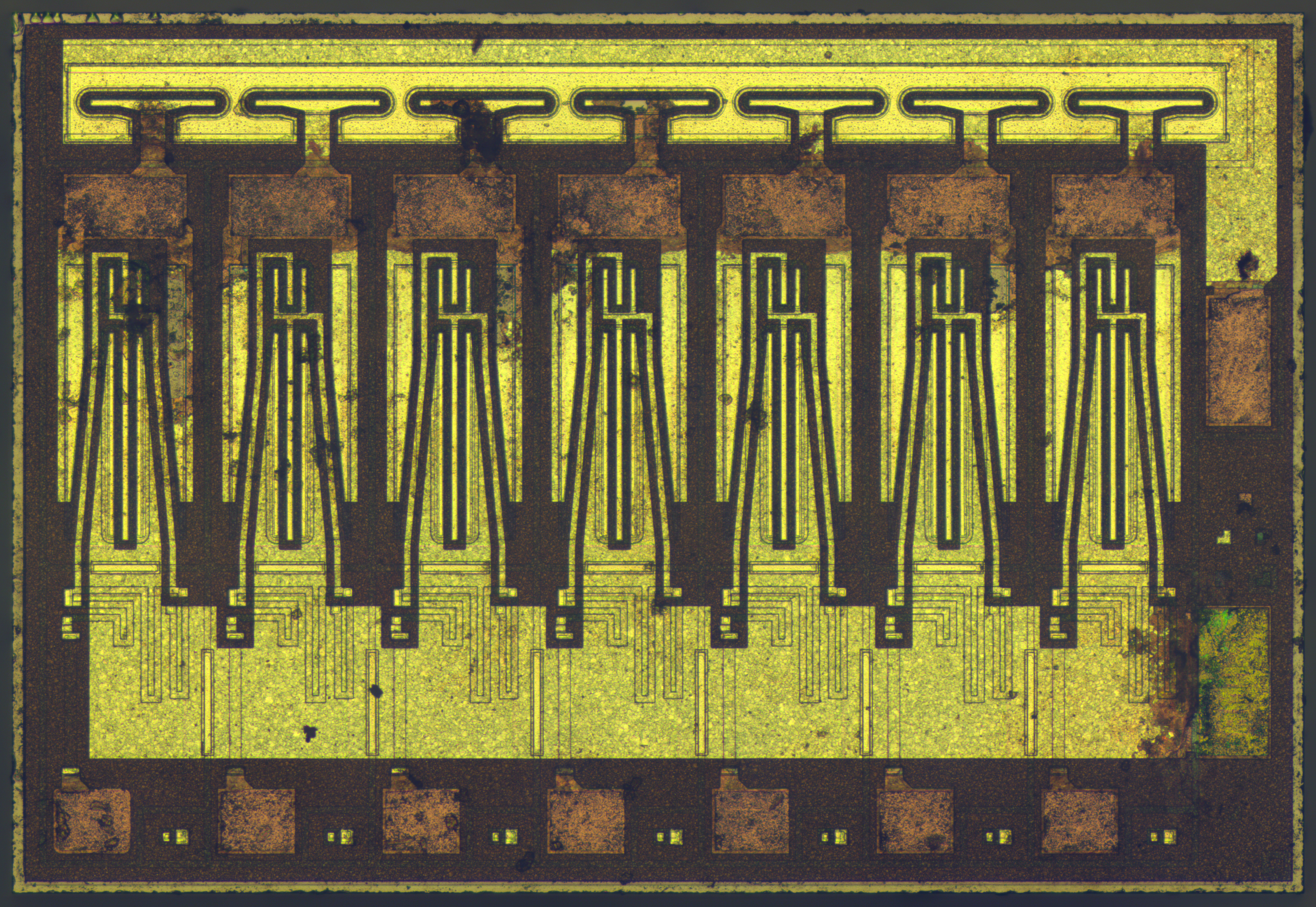
CHIP del ULN2003.

El ULN2003 es un módulo utilitario con capacidad de manejo de corrientes y voltajes altos. Los controladores pueden ser conectados en paralelo para obtener una salida de corriente mayor. Es usado ampliamente para interactuar con motor paso a paso, ya que estos requieren valores nominales altos.
Especificaciones técnicas relevantes:
- 500 mA de corriente nominal del colector (salida única)
- 50 V de salida
- Incluye diodos flyback de salida para protección.
- Entradas compatibles con lógica TTL y CMOS de 5 V

## Aplicaciones
El ULN2003A se emplea en circuitos de controladores para relés, solenoides, pantallas LED, motores paso a paso, buffers lógicos y controladores de línea.

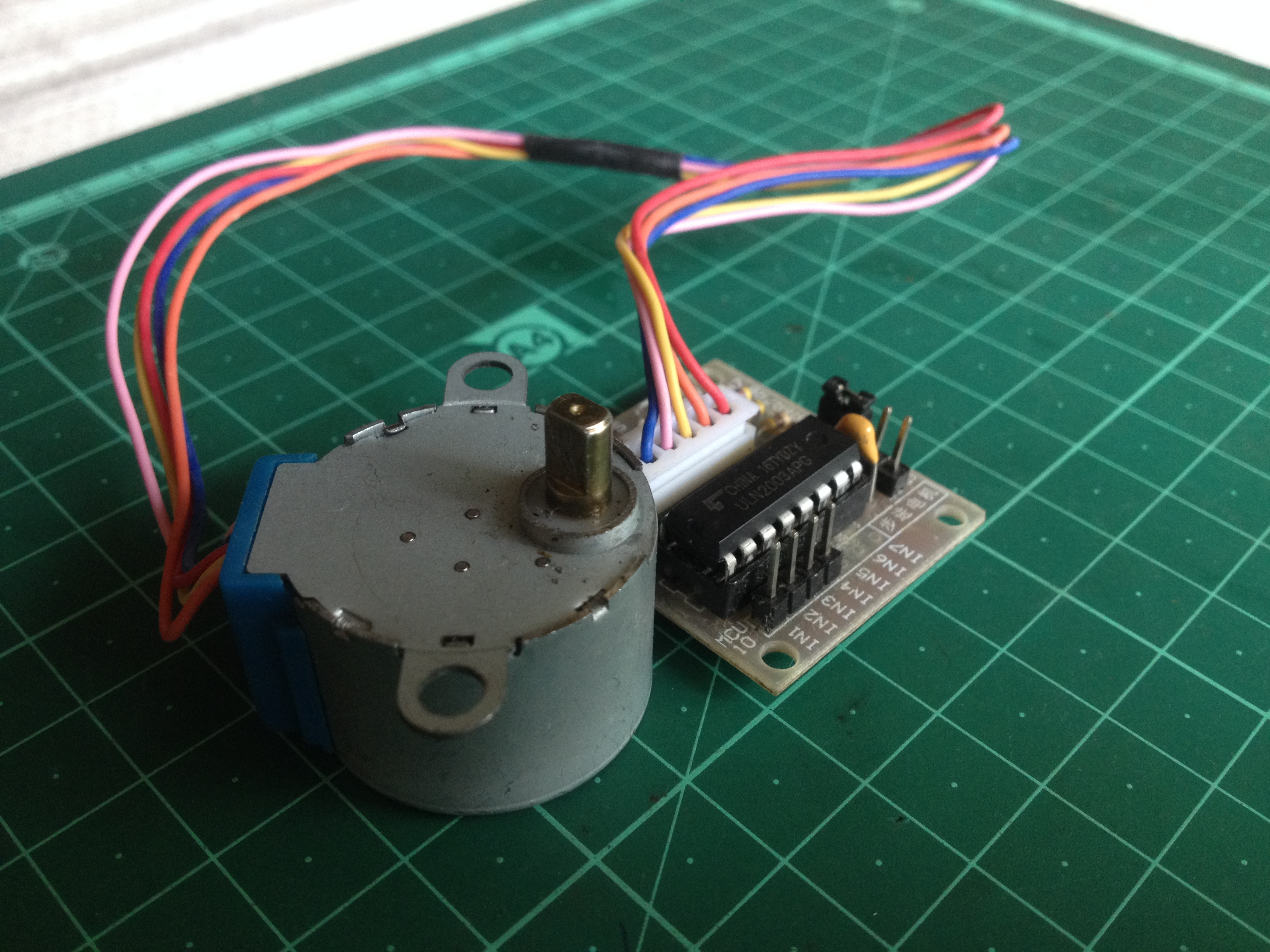
ULN2003 instalado como controlador de motor paso a paso unipolar 28BYJ.